# Robert E. Sherwood
Robert Emmet Sherwood (New Rochelle, 4 aprile 1896 – New York, 14 novembre 1955) è stato un commediografo e sceneggiatore statunitense.

## Biografia
Nato a New Rochelle, era figlio di Arthur Murray Sherwood e di Rosina Emmet, una pittrice e illustratrice conosciuta con il nome di Rosina E. Sherwood. Era discendente di Thomas Addis Emmet e di Robert Emmet, un nazionalista irlandese giustiziato per alto tradimento dai britannici. Anche le sue zie erano conosciute in ambiente artistico, come la ritrattista Lydia Field Emmet e Jane Emmet de Glehn. Nel 1935, si sposò con l'attrice Madeline Hurlock. Il matrimonio durò fino alla morte dello scrittore.
Sherwood fu educato alla Milton Academy e quindi alla Harvard University. Combatté nella prima guerra mondiale con il Canadian Black Watch, dove rimase ferito. Al suo ritorno negli Stati Uniti, iniziò a lavorare come critico cinematografico per Life e Vanity Fair. Richard Schickel, critico del Time, nel suo For the Love of Film: La storia della critica cinematografica americana, racconta come Sherwood sia stato il primo critico di New York, inviato a incontrare stelle e registi da intervistare.

### Carriera
Sherwood è stato uno dei membri originari della Tavola rotonda dell'Algonquin. Era buon amico di Dorothy Parker e di Robert Benchley, che lavoravano a Vanity Fair quando, nel 1919, iniziarono a riunirsi. Un'altra sua buona amica era la commediografa Edna Ferber, anche lei membro del gruppo.
Sherwood era alto più di due metri e ciò provocava più di una battuta. Una volta Dorothy Parker (che era un metro e cinquanta) dichiarò che se lei, Sherwood e Benchley (alto un metro e ottanta) fossero usciti tutti e tre insieme, per strada la gente li avrebbe presi per "un organo a canne deambulante". Quando venne chiesto a Benchley, durante un party, da quanto tempo conoscesse Sherwood, lui rispose prendendo una sedia, salendoci sopra e posizionando la mano verso il soffitto: "Lo conosco da quando era alto così".
The Road to Rome fu la sua prima commedia rappresentata a Broadway. Debuttò il 31 gennaio 1927 con grande successo, interpretata da Jane Cowl e da Philip Merivale. Lo spettacolo chiuse dopo un anno, con 392 rappresentazioni. Venne ripreso quasi subito, nel maggio del 1928 e, questa volta, rimase in scena per altre 440 repliche. Il soggetto è un pastiche antimilitarista che ha per argomento la calata di Annibale in Italia: la commedia venne ripresa anche per lo schermo nel 1955 con il film Annibale e la vestale, diretto da George Sidney e interpretato da Esther Williams e Howard Keel. Il tema di fondo è la stupidità della guerra, un motivo ricorrente in molti lavori di Sherwood tra cui Idiot's Delight del 1936, con cui vinse il primo dei suoi quattro premi Pulitzer. Secondo quanto si racconta, Sherwood avrebbe confidato al columnist Lucius Beebe: «Il problema con me è che comincio con un grande messaggio e finisco con nient'altro che un buon intrattenimento»
Oltre a scrivere per il teatro, Sherwood lavorò anche come sceneggiatore cinematografico. Il suo primo lavoro per Hollywood risale al 1926. Numerosi film furono adattamenti di sue commedie pur se molte volte il suo nome non viene citato nei titoli. Scrisse inoltre nel 1949 l'opera biografica Roosevelt and Hopkins, che gli valse il Premio Pulitzer per la biografia e autobiografia e il Premio Bancroft.

## Filmografia
- Oh What a Nurse!, regia di Charles Reisner - storia (1926)
- La principessa bionda (The Lucky Lady), regia di Raoul Walsh - sceneggiatura (1926)
- The Private Life of Helen of Troy, regia di Alexander Korda - dal lavoro teatrale The Road to Rome (1927)
- The Royal Bed, regia di Lowell Sherman - dal lavoro teatrale The Queen's Husband (1931)
- La donna che non si deve amare (Waterloo Bridge), regia di James Whale - dal lavoro teatrale (1931)
- The Age for Love, regia di Frank Lloyd - dialoghi (1931)
- Around the World with Douglas Fairbanks, regia di Douglas Fairbanks e Victor Fleming - dialoghi (1931)
- Two Kinds of Women, regia di William C. de Mille - dal lavoro teatrale (1932)
- Cock of the Air, regia di Tom Buckingham - sceneggiatura (1932)
- Rasputin e l'imperatrice di Richard Boleslawski e, non accreditato, Charles Brabin - sceneggiatura (1932)
- Notturno viennese (Reunion in Vienna) di Sidney Franklin - dal lavoro teatrale (1933)
- Il museo degli scandali (Roman Scandals) di Frank Tuttle - storia originale (1933)
- La Primula Rossa (The Scarlet Pimpernel) di Harold Young - scenario, continuità e dialoghi (1934)
- Il fantasma galante (The Ghost Goes West) di René Clair - sceneggiatura (1935)
- La foresta pietrificata (The Petrified Forest) di Archie Mayo - dal lavoro teatrale The Petrified Forest (1936)
- Trappola d'oro (Thunder in the City) di Marion Gering - sceneggiatura (1937)
- Tovarich di Anatole Litvak - dal lavoro teatrale Tovarich (1937)
- L'avventura di Lady X (The Divorce of Lady X) di Tim Whelan - non accreditato (1938)
- Uno scozzese alla corte del Gran Kan (The Adventures of Marco Polo) di Archie Mayo e, non accreditati, John Cromwell e John Ford (1938)
- Spregiudicati (Idiot's Delight) di Clarence Brown - sceneggiatura dal suo lavoro teatrale (1939)
- Nel mondo della luna di Thornton Freeland e, non accreditato, William K. Howard - storia (1939)
- For Auld Lang Syne documentario di Burk Symon - narratore (1939)
- Abramo Lincoln in Illinois (Abe Lincoln in Illinois) di John Cromwell - sceneggiatura (1940)
- Passaggio a Nord-Ovest (Northwest Passage) di King Vidor e, non accreditati, Jack Conway e W. S. Van Dyke- collaboratore alla sceneggiatura (non accreditato) (1940)
- Il ponte di Waterloo (Waterloo Bridge), regia di Mervyn LeRoy - lavoro teatrale (1940)
- Rebecca - La prima moglie (Rebecca) di Alfred Hitchcock - sceneggiatura (1940)
- Annibale e la vestale (Jupiter's Darling) di George Sidney - dal lavoro teatrale The Road to Rome (1955)

## Spettacoli teatrali
Lista degli spettacoli a Broadway completa
- The Road to Rome (prima 31 gennaio 1927)
- The Love Nest (prima 22 dicembre 1927)
- The Queen's Husband (prima 25 gennaio 1928)
- The Road to Rome (ripresa, prima 21 maggio 1928)
- Waterloo Bridge (prima 6 gennaio 1930)
- This is New York (prima 28 novembre 1930)
- Reunion in Vienna (prima 16 novembre 1931)
- The Petrified Forest (prima 7 gennaio 1935)
- Idiot's Delight (prima 24 marzo 1936, Premio Pulitzer per la drammaturgia)
- Tovarich (prima 15 ottobre 1936)
- Processional (prima 13 ottobre 1937)
- Abe Lincoln in Illinois (prima 15 ottobre 1938, Premio Pulitzer per la drammaturgia)
- Knickerbocker Holiday (prima 19 ottobre 1938)
- American Landscape (prima 3 dicembre 1938)
- Key Largo (prima 27 novembre 1939)
- Two On An Island (prima 22 gennaio 1940)
- There Shall Be No Night (prima 29 aprile 1940, Premio Pulitzer per la drammaturgia)
- Journey to Jerusalem (prima 5 ottobre 1940)
- Flight to the West (prima 30 dicembre 1940)
- The Talley Method (prima 24 febbraio 1941)
- Candle in the Wind (prima 22 ottobre 1941)
- The Eve of St. Mark (prima 7 ottobre 1942)
- The Pirate (prima 23 novembre 1942)
- The Patriots (prima 29 gennaio 1943)
- A New Life (prima 15 settembre 1943)
- The Petrified Forest (ripresa, prima 1º novembre 1943)
- Storm Operation (prima 11 gennaio 1944)
- The Rugged Path (prima 10 novembre 1945)
- Dream Girl (prima 14 dicembre 1945)
- Truckline Cafe (prima 27 febbraio 1946)
- Joan of Lorraine (prima 18 novembre 1946)
- Street Scene (prima 9 gennaio 1947)
- The Smile of the World (prima 12 gennaio 1949)
- Miss Liberty (prima 15 luglio 1949)
- Lost in the Stars (prima 30 ottobre 1949)
- Second Threshold (prima 2 gennaio 1951)
- Not for Children (prima 13 febbraio 1951)
- Idiot's Delight (ripresa, prima 23 maggio 1951)

- The Fourposter (prima 24 ottobre 1951)
- Barefoot in Athens (prima 31 ottobre 1951)
- The Grand Tour (prima 10 dicembre 1951)
- Tovarich (ripresa, 14 maggio 1952)
- Mr. Pickwick (ripresa, 17 settembre 1952)
- The Emperor's Clothes (prima 9 febbraio 1953)
- Tea and Sympathy (prima 30 settembre 1953)
- Sabrina Fair (prima 11 novembre 1953)
- In the Summer House (prima 29 dicembre 1953)
- The Winner (prima 17 febbraio 1954)
- Ondine (prima 18 febbraio 1954)
- All Summer Long (prima 23 settembre 1954)
- The Traveling Lady (prima 27 ottobre 1954)
- The Bad Seed (prima 8 dicembre 1954)
- Cat on a Hot Tin Roof  (prima 24 marzo 1955)
- Once Upon A Tailor (prima 23 maggio 1955)
- The Ponder Heart (prima 16 febbraio 1956)
- The Lovers (prima 10 maggio 1956)
- Small War on Murray Hill (prima 3 gennaio 1957)
- Nude With Violin (prima 14 novembre 1957)
- The Country Wife (ripresa, prima 27 novembre 1957)
- Summer of the 17th Doll (prima 22 gennaio 1958)
- Present Laughter (prima 31 gennaio 1958)
- Howie (prima 17 settembre 1958)
- Handful of Fire (prima 1º ottobre 1958)
- The Pleasure of His Company (prima 22 ottobre 1958)
- Edwin Booth (prima 24 novembre 1958)
- Cue for Passion (prima 25 novembre 1958)
- The Gazebo (prima 12 dicembre 1958)
- Look After Lulu (prima 3 marzo 1959)
- Juno (prima 9 marzo 1959)
- Chéri (prima 12 ottobre 1959)
- Flowering Cherry (prima 21 ottobre 1959)
- Five Finger Exercise (prima 2 dicembre 1959)
- Silent Night, Lonely Night (prima 3 dicembre 1959)
- The Best Man (prima 31 marzo 1960)
- Tovarich (musical basato sulla commedia, prima 18 marzo 1963)
- Dance a Little Closer (prima 11 maggio 1983)
- Abe Lincoln in Illinois (ripresa, prima 29 novembre 1993)